# 鹿児島県第2区
鹿児島県第2区（かごしまけんだい2く）は、日本の衆議院における選挙区。1994年（平成6年）の公職選挙法改正で設置。

## 区域

### 現在の区域
2017年（平成29年）公職選挙法改正以降の区域は以下のとおりである。2017年の区割変更により、かつての2区及び3区の区域の一部が新しい区域となっている。
- 鹿児島市
  - 谷山・喜入の各支所管内
- 枕崎市
- 指宿市
- 南さつま市
- 奄美市
- 南九州市
- 大島郡

### 2017年以前の区域
2013年（平成25年）公職選挙法改正から2017年の小選挙区改定までの区域は以下のとおりである。
- 鹿児島市
  - 谷山・喜入の各支所管内
- 指宿市
- 奄美市
- 南九州市（旧頴娃町域）
- 大島郡

1994年（平成6年）公職選挙法改正から2013年の小選挙区改定までの区域は以下のとおりである。
- 鹿児島市（1区に属しない区域）
  - 谷山支所管内[5]
- 名瀬市
- 指宿市
- 揖宿郡
- 大島郡

## 歴史
県都・鹿児島市の南部と指宿市郡、奄美群島と大きく3ヶ所に大別できる。奄美群島は保徳戦争と呼ばれる熾烈な選挙が繰り広げられたことで有名。南北に長大な選挙区であるため、長く本土に地盤を持つ自民系候補と奄美で絶大な支持を得ている徳田家（虎雄・毅）との間で支持基盤の違いから激しい争いが続いた。2005年の総選挙に無所属で当選しその後、いったん自由連合の代表となっていた徳田毅が自民入りし県内5選挙区全てを自民が占めることになったが、その後徳田は自身の献金問題から自民党を離党した。
2009年の総選挙では元自民党県議の打越明司が民主党公認として出馬。3万票差をつけられ小選挙区では敗れたものの比例復活し議席を獲得した。なおこの選挙では、打越を含めて民主党の候補者4人全員が議席を得ている（1区は小選挙区当選、2区・4区・5区は比例復活）。2012年の総選挙では再び徳田が勝利し、打越は比例復活にも届かず落選した。
2013年から2014年にかけて徳洲会による選挙違反が発覚し、2014年2月に徳田が議員辞職した。これに伴い、当選挙区では初めてとなる補欠選挙が2014年4月27日に執行されることとなった。選挙の結果、元県議で自民党公認の新人候補である金子万寿夫が初当選を果たした。その後の同年の第47回・2017年の第48回でも金子は当選を重ねている。
第48回衆議院議員総選挙からは区割りが変更される。
第49回衆議院議員総選挙では、無所属で立候補した前県知事の三反園訓が知名度を武器に支持を広げ、自民党の金子を破った。金子は高齢議員を取り巻く逆風に加え、比例との重複立候補をしていない（自民党における重複立候補の73歳定年制）ため議席を失った。2022年3月、三反園は自民党派閥の二階派（志帥会）へ特別会員として入会が了承された。
第50回衆議院議員総選挙では、前回比例九州ブロックから当選した保岡宏武が自民党公認で立候補したものの、三反園に敗れ比例復活もならず落選。なお、三反園は2025年1月10日付で自民党に入党した。

## 小選挙区選出議員
| 選挙名                   | 年                 | 当選者     | 党派       | 備考                   | 備考   |
| ------------------------ | ------------------ | ---------- | ---------- | ---------------------- | ------ |
| 第41回衆議院議員総選挙   | 1996年（平成8年）  | 園田修光   | 自由民主党 |                        | 旧区域 |
| 第42回衆議院議員総選挙   | 2000年（平成12年） | 徳田虎雄   | 自由連合   |                        | 旧区域 |
| 第43回衆議院議員総選挙   | 2003年（平成15年） | 徳田虎雄   | 自由連合   |                        | 旧区域 |
| 第44回衆議院議員総選挙   | 2005年（平成17年） | 徳田毅     | 無所属     |                        | 旧区域 |
| 第45回衆議院議員総選挙   | 2009年（平成21年） | 徳田毅     | 自由民主党 |                        | 旧区域 |
| 第46回衆議院議員総選挙   | 2012年（平成24年） | 徳田毅     | 自由民主党 |                        | 旧区域 |
| 第46回衆議院議員補欠選挙 | 2014年（平成26年） | 金子万寿夫 | 自由民主党 | 徳田毅の議員辞職に伴う | 旧区域 |
| 第47回衆議院議員総選挙   | 2014年（平成26年） | 金子万寿夫 | 自由民主党 |                        | 旧区域 |
| 第48回衆議院議員総選挙   | 2017年（平成29年） | 金子万寿夫 | 自由民主党 |                        |        |
| 第49回衆議院議員総選挙   | 2021年（令和3年）  | 三反園訓   | 無所属     |                        |        |
| 第50回衆議院議員総選挙   | 2024年（令和6年）  | 三反園訓   | 無所属     |                        |        |

## 選挙結果
時の内閣：第1次石破内閣 解散日：2024年10月9日 公示日：2024年10月15日
当日有権者数：32万6604人 最終投票率：54.56%（前回比： 4.02%） （全国投票率：53.85%（2.08%））
| 当落 | 候補者名   | 年齢 | 所属党派     | 新旧 | 得票数   | 得票率 | 惜敗率 | 推薦・支持 | 重複 |
| ---- | ---------- | ---- | ------------ | ---- | -------- | ------ | ------ | ---------- | ---- |
| 当   | 三反園訓   | 66   | 無所属       | 前   | 80,397票 | 45.91% | ――     |            | ×    |
|      | 保岡宏武   | 51   | 自由民主党   | 前   | 54,847票 | 31.32% | 68.22% |            | ○    |
|      | 辻健太郎   | 38   | 日本維新の会 | 新   | 19,649票 | 11.22% | 24.44% |            | ○    |
|      | 松崎真琴   | 66   | 日本共産党   | 新   | 12,255票 | 7.00%  | 15.24% |            | ○    |
|      | 矢竹ゆかり | 61   | 参政党       | 新   | 7,982票  | 4.56%  | 9.93%  |            |      |

- 選挙後の2025年1月10日、三反園は自由民主党への入党が認められた[8]。

時の内閣：第1次岸田内閣 解散日：2021年10月14日 公示日：2021年10月19日
当日有権者数：33万7186人 最終投票率：58.58%（前回比：2.48%） （全国投票率：55.93%（2.25%））
| 当落 | 候補者名   | 年齢 | 所属党派   | 新旧 | 得票数   | 得票率 | 惜敗率 | 推薦・支持 | 重複 |
| ---- | ---------- | ---- | ---------- | ---- | -------- | ------ | ------ | ---------- | ---- |
| 当   | 三反園訓   | 63   | 無所属     | 新   | 92,614票 | 47.70% | ――     |            | ×    |
|      | 金子万寿夫 | 74   | 自由民主党 | 前   | 80,469票 | 41.44% | 86.89% | 公明党推薦 |      |
|      | 松崎真琴   | 63   | 日本共産党 | 新   | 21,084票 | 10.86% | 22.77% |            | ○    |

- 選挙後の2022年3月10日、三反園は自民党派閥の二階派（志帥会）へ特別会員として入会が了承された[6]。

時の内閣：第3次安倍第3次改造内閣 解散日：2017年9月28日 公示日：2017年10月10日
当日有権者数：34万8221人 最終投票率：56.10%（前回比：8.99%） （全国投票率：53.68%（1.02%））
| 当落 | 候補者名   | 年齢 | 所属党派   | 新旧 | 得票数   | 得票率 | 惜敗率 | 推薦・支持     | 重複 |
| ---- | ---------- | ---- | ---------- | ---- | -------- | ------ | ------ | -------------- | ---- |
| 当   | 金子万寿夫 | 70   | 自由民主党 | 前   | 97,743票 | 51.26% | ――     | 公明党推薦     | ○    |
|      | 斉藤佳代   | 38   | 希望の党   | 新   | 43,331票 | 22.73% | 44.33% |                | ○    |
|      | 林健二     | 40   | 無所属     | 新   | 33,317票 | 17.47% | 34.09% |                | ×    |
|      | 祝迫光治   | 74   | 日本共産党 | 新   | 16,280票 | 8.54%  | 16.66% | 社会民主党推薦 |      |

時の内閣：第2次安倍改造内閣 解散日：2014年11月21日 公示日：2014年12月2日
当日有権者数：27万7830人 最終投票率：47.11%（前回比：13.44%） （全国投票率：52.66%（6.66%））
| 当落 | 候補者名   | 年齢 | 所属党派   | 新旧 | 得票数   | 得票率 | 惜敗率 | 推薦・支持 | 重複 |
| ---- | ---------- | ---- | ---------- | ---- | -------- | ------ | ------ | ---------- | ---- |
| 当   | 金子万寿夫 | 67   | 自由民主党 | 前   | 91,670票 | 74.23% | ――     | 公明党推薦 | ○    |
|      | 祝迫光治   | 71   | 日本共産党 | 新   | 31,823票 | 25.77% | 34.71% |            |      |

当日有権者数：278,187人　最終投票率：45.99%

| 当落 | 候補者名   | 年齢 | 所属党派         | 新旧 | 得票数   | 得票率 | 推薦・支持                                   |
| ---- | ---------- | ---- | ---------------- | ---- | -------- | ------ | -------------------------------------------- |
| 当   | 金子万寿夫 | 67   | 自由民主党       | 新   | 66,360票 | 52.59% | 公明党推薦                                   |
|      | 打越明司   | 56   | 無所属           | 元   | 46,021票 | 36.47% | 民主党、日本維新の会、結いの党、生活の党推薦 |
|      | 有川美子   | 42   | 新党ひとりひとり | 新   | 5,858票  | 4.64%  |                                              |
|      | 三島照     | 72   | 日本共産党       | 新   | 5,507票  | 4.36%  |                                              |
|      | 松沢力     | 32   | 幸福実現党       | 新   | 1,283票  | 1.02%  |                                              |
|      | 碩利昭     | 46   | 無所属           | 新   | 1,152票  | 0.91%  |                                              |

- 打越は2022年2月、指宿市長選挙に立候補し当選。

時の内閣：野田第3次改造内閣 解散日：2012年11月16日 公示日：2012年12月4日
当日有権者数：27万9787人 最終投票率：60.55%（前回比：13.63%） （全国投票率：59.32%（9.96%））
| 当落 | 候補者名 | 年齢 | 所属党派   | 新旧 | 得票数    | 得票率 | 惜敗率 | 推薦・支持   | 重複 |
| ---- | -------- | ---- | ---------- | ---- | --------- | ------ | ------ | ------------ | ---- |
| 当   | 徳田毅   | 41   | 自由民主党 | 前   | 109,744票 | 66.66% | ――     | 公明党推薦   | ○    |
|      | 打越明司 | 54   | 民主党     | 前   | 45,707票  | 27.76% | 41.65% | 国民新党推薦 | ○    |
|      | 三島照   | 70   | 日本共産党 | 新   | 9,177票   | 5.57%  | 8.36%  |              |      |

時の内閣：麻生内閣 解散日：2009年7月21日 公示日：2009年8月18日
当日有権者数：28万1457人 最終投票率：74.18%（前回比：0.37%） （全国投票率：69.28%（1.77%））
| 当落 | 候補者名   | 年齢 | 所属党派   | 新旧 | 得票数    | 得票率 | 惜敗率 | 推薦・支持 | 重複 |
| ---- | ---------- | ---- | ---------- | ---- | --------- | ------ | ------ | ---------- | ---- |
| 当   | 徳田毅     | 38   | 自由民主党 | 前   | 114,102票 | 55.70% | ――     |            | ○    |
| 比当 | 打越明司   | 51   | 民主党     | 新   | 88,562票  | 43.24% | 77.62% |            | ○    |
|      | 神村ミフ子 | 64   | 幸福実現党 | 新   | 2,169票   | 1.06%  | 1.90%  |            |      |

時の内閣：第2次小泉改造内閣 解散日：2005年8月8日 公示日：2005年8月30日
当日有権者数：28万3503人 最終投票率：73.81%（前回比：2.22%） （全国投票率：67.51%（7.65%））
| 当落 | 候補者名 | 年齢 | 所属党派   | 新旧 | 得票数   | 得票率 | 惜敗率 | 推薦・支持 | 重複 |
| ---- | -------- | ---- | ---------- | ---- | -------- | ------ | ------ | ---------- | ---- |
| 当   | 徳田毅   | 34   | 無所属     | 新   | 87,737票 | 42.91% | ――     | 民主党推薦 | ×    |
|      | 園田修光 | 48   | 自由民主党 | 元   | 71,858票 | 35.15% | 81.90% |            | ○    |
|      | 打越明司 | 47   | 無所属     | 新   | 44,853票 | 21.94% | 51.12% |            | ×    |

- 園田は第24回参議院議員通常選挙に比例区より出馬し当選。

時の内閣：第1次小泉第2次改造内閣 解散日：2003年10月10日 公示日：2003年10月28日
当日有権者数：{{{有権者}}}人 最終投票率：71.59% （全国投票率：59.86%（2.63%））
| 当落 | 候補者名 | 年齢 | 所属党派   | 新旧 | 得票数   | 得票率 | 惜敗率 | 推薦・支持 | 重複 |
| ---- | -------- | ---- | ---------- | ---- | -------- | ------ | ------ | ---------- | ---- |
| 当   | 徳田虎雄 | 65   | 自由連合   | 前   | 97,423票 | 49.13% | ――     |            |      |
|      | 園田修光 | 46   | 自由民主党 | 元   | 90,952票 | 45.87% | 93.36% |            | ○    |
|      | 堀拓生   | 26   | 日本共産党 | 新   | 9,903票  | 4.99%  | 10.16% |            |      |

時の内閣：第1次森内閣 解散日：2000年6月2日 公示日：2000年6月13日 （全国投票率：62.49%（2.84%））
| 当落 | 候補者名 | 年齢 | 所属党派   | 新旧 | 得票数    | 得票率 | 惜敗率 | 推薦・支持 | 重複 |
| ---- | -------- | ---- | ---------- | ---- | --------- | ------ | ------ | ---------- | ---- |
| 当   | 徳田虎雄 | 62   | 自由連合   | 元   | 102,233票 | 50.33% | ――     |            | ○    |
|      | 園田修光 | 43   | 自由民主党 | 前   | 91,162票  | 44.88% | 89.17% |            | ○    |
|      | 山口陽規 | 47   | 日本共産党 | 新   | 9,744票   | 4.80%  | 9.53%  |            |      |

時の内閣：第1次橋本内閣 解散日：1996年9月27日 公示日：1996年10月8日 （全国投票率：59.65%（8.11%））
| 当落 | 候補者名 | 年齢 | 所属党派   | 新旧 | 得票数   | 得票率 | 惜敗率 | 推薦・支持 | 重複 |
| ---- | -------- | ---- | ---------- | ---- | -------- | ------ | ------ | ---------- | ---- |
| 当   | 園田修光 | 39   | 自由民主党 | 新   | 87,471票 | 47.92% | ――     |            | ○    |
|      | 徳田虎雄 | 58   | 自由連合   | 前   | 84,448票 | 46.26% | 96.54% |            | ○    |
|      | 桂田成基 | 48   | 日本共産党 | 新   | 10,618票 | 5.82%  | 12.14% |            |      |